# Podłoże Kliglera
Podłoże Kliglera – diagnostyczne podłoże stosowane do identyfikacji Gram-ujemnych pałeczek o małych wymaganiach odżywczych. Stosowane często w diagnostyce enterobakterii. Pozwala ono zbadać zdolność rozkładu glukozy, laktozy i redukcji tiosiarczanu do H2S. Podłoże przygotowywane jest w próbówkach w postaci małych półskosów.

## Skład
W skład podłoża Kliglera wchodzą:
- starty na proszek ekstrakt z mięsa ("Lab-Lemco powder")
- ekstrakt z drożdży
- pepton
- chlorek sodu
- laktoza
- glukoza
- anion cytrynianu żelazowego
- tiosiarczan sodu
- czerwień fenolowa
- agar.

## Stosowanie
Identyfikację na podłożu Kliglera dokonuje się w specjalnie przygotowanych pojemnikach, podzielonych skośnie na część górną i dolną, gdzie na obie nakłada się próbkę.
Odczyt dokonuje się po 18-24 godzinach przebywania próbki w temperaturze 35 stopni Celsjusza.
Odczyt polega na zbadaniu koloru obu części pojemnika, oraz na analizie wydzielania gazu (zwłaszcza siarkowodoru).

## Interpretacja wyników
1. Zmiana zabarwienia części słupkowej (dolnej) na żółtą oznacza, że bakterie rozkładają glukozę
2. Zmiana zabarwienia części słupkowej i skośnej (górnej) na żółtą oznacza, że bakterie rozkładają glukozę i laktozę.
3. Zaczernienie podłoża świadczy o aktywności enzymów proteolitycznych (wydzielanie siarkowodoru)

## Przykładowe wyniki

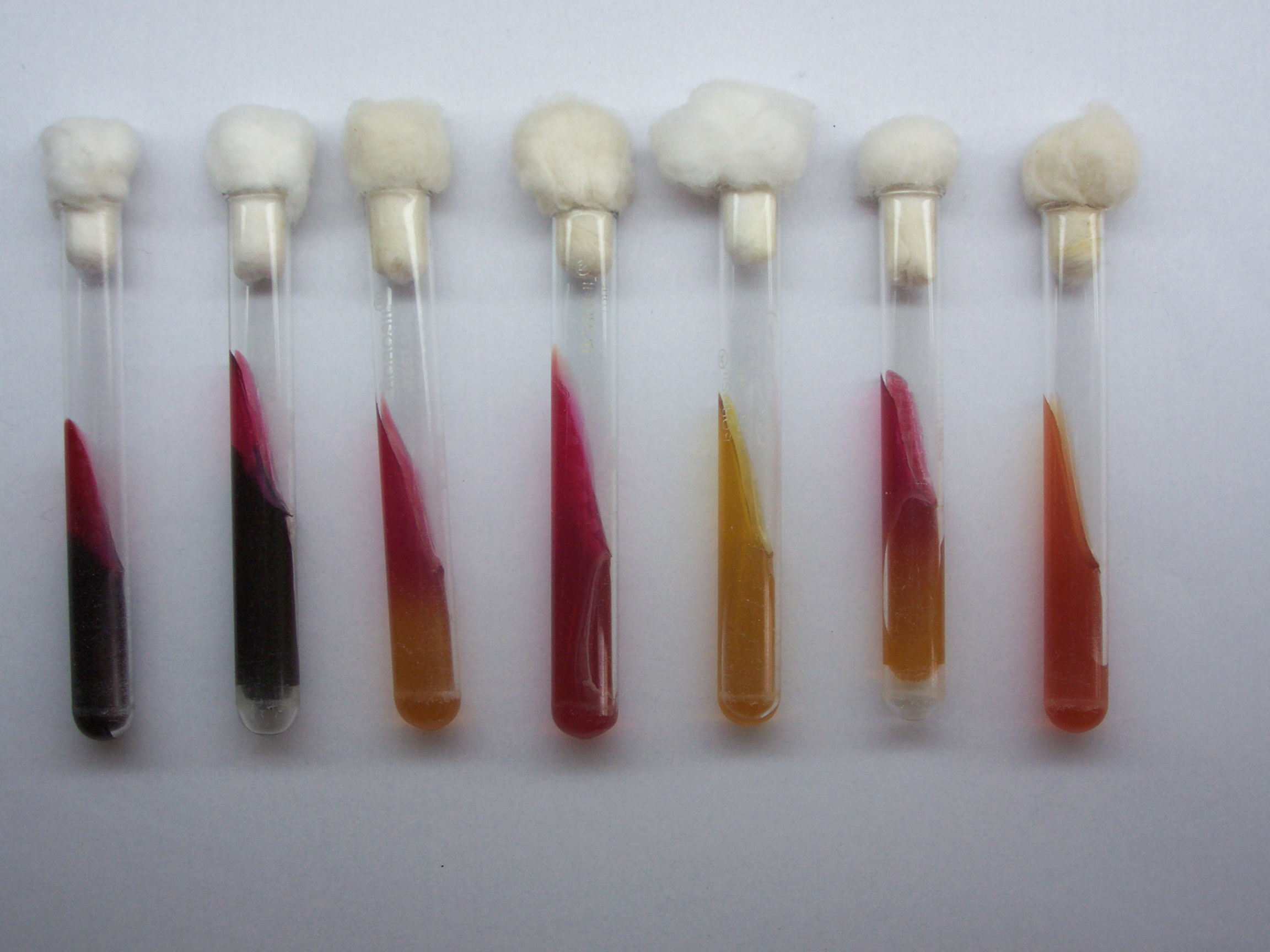
Przykładowe wyniki hodowli na podłożu Kliglera

| Bakteria             | Kolor części górnej | Kolor części dolnej | Wydzielanie gazu innego niż siarkowodór | Wydzielanie siarkowodoru |
| -------------------- | ------------------- | ------------------- | --------------------------------------- | ------------------------ |
| Shigella sonnei      | Czerwony            | Żółty               | Nie                                     | Nie                      |
| Shigella dysenteriae | Czerwony            | Żółty               | Nie                                     | Nie                      |
| Salmonella Typhi     | Czerwony            | Żółty               | Nie                                     | Tak                      |
| Enterobacter         | Czerwony            | Żółty               | Tak                                     | Nie                      |
| Escherichia coli     | Żółty               | Żółty               | Tak                                     | Nie                      |
| Proteus mirabilis    | Czerwony            | Żółty               | Nie                                     | Nie                      |
| Citrobacter freundii | Żółty               | Żółty               | Tak                                     | Tak                      |